# Zapasy na Letnich Igrzyskach Olimpijskich 1960 – kategoria do 87 kg w stylu wolnym
Zmagania mężczyzn do 87 kg to jedna z ośmiu męskich konkurencji w zapasach w stylu wolnym rozgrywanych podczas Letnich Igrzysk Olimpijskich 1960. Pojedynki w tej kategorii wagowej odbyły się w dniach 1 – 6 września.
Punktacja opierała się na systemie „złych punktów karnych”. Zwycięzca otrzymywał zero punktów za wygraną przez „tusz” (łopatki), a jeden punkt za wygraną na punkty. Dwa punkty przyznawano zawodnikom za remis. Za porażkę na punkty zawodnik otrzymywał trzy punkty, a za przegraną na łopatki przyznawano 4 punkty karne. Uzyskanie sześciu lub więcej punktów eliminowało zapaśnika z turnieju. Najlepsza trójka walczyła w rundzie finałowej. 

## Klasyfikacja[1]
| Pozycja | Nazwisko              | Kraj              |
| ------- | --------------------- | ----------------- |
| 1       | İsmet Atlı            | Turcja            |
| 2       | Gholam Reza Tachti    | Iran              |
| 3       | Anatolij Ałbuł        | ZSRR              |
| 4       | Viking Palm           | Szwecja           |
| 5       | Dan Brand             | Stany Zjednoczone |
| 6       | Manie van Zyl         | ZPA               |
| 7       | Sajan Singh           | Indie             |
| 8       | Shun’ichi Kawano      | Japonia           |
| 8       | György Gurics         | Węgry             |
| 10      | Antonio Marcucci      | Włochy            |
| 10      | César Ferreras        | Wenezuela         |
| 12      | Eugen Holzherr        | Szwajcaria        |
| 13      | Bob Steckle           | Kanada            |
| 13      | Wyłko Kostow          | Bułgaria          |
| 15      | Maurice Jacquel       | Francja           |
| 15      | Patrick Parsons       | Australia         |
| 15      | Dieter Rauchbach      | Niemcy            |
| 18      | Ghulam Mohiddin Gunga | Afganistan        |
| 19      | Gerry Martina         | Irlandia          |

## Wyniki

### Pierwsza runda[2]
| Zwycięzca          | Punkty karne | Wynik     | Przegrany             | Punkty karne |
| ------------------ | ------------ | --------- | --------------------- | ------------ |
| Anatolij Ałbuł     | 1            | Na punkty | Eugen Holzherr        | 3            |
| İsmet Atlı         | 1            | Na punkty | Wyłczo Kostow         | 3            |
| György Gurics      | 1            | Na punkty | Bob Steckle           | 3            |
| Viking Palm        | 1            | Na punkty | Dieter Rauchbach      | 3            |
| Sajan Singh        | 1            | Na punkty | Antonio Marcucci      | 3            |
| Gholam Reza Tachti | 0            | Łopatki   | Ghulam Mohiddin Gunga | 4            |
| Shun’ichi Kawano   | 1            | Na punkty | Patrick Parsons       | 3            |
| Manie van Zyl      | 0            | Łopatki   | Gerry Martina         | 4            |
| Dan Brand          | 0            | Łopatki   | Maurice Jacquel       | 4            |
| César Ferreras     | 0            | Bez walki |                       |              |

### Druga runda[3]
| Zwycięzca          | Punkty karne | Wynik       | Przegrany             | Punkty karne |
| ------------------ | ------------ | ----------- | --------------------- | ------------ |
| César Ferreras     | 2            | Remis       | Eugen Holzherr        | 5            |
| Anatolij Ałbuł     | 2            | Na punkty   | Wyłczo Kostow         | 6            |
| İsmet Atlı         | 2            | Na punkty   | Bob Steckle           | 6            |
| Viking Palm        | 1            | Łopatki     | György Gurics         | 5            |
| Sajan Singh        | 1            | Łopatki     | Dieter Rauchbach      | 7            |
| Antonio Marcucci   | 3            | Łopatki     | Ghulam Mohiddin Gunga | 8            |
| Gholam Reza Tachti | 0            | Łopatki     | Patrick Parsons       | 7            |
| Shun’ichi Kawano   | 1            | Łopatki     | Dan Brand             | 4            |
| Manie van Zyl      | 1            | Na punkty   | Maurice Jacquel       | 7            |
|                    |              | Wycofał się | Gerry Martina         | 8            |

### Trzecia runda[4]
| Zwycięzca          | Punkty karne | Wynik     | Przegrany        | Punkty karne |
| ------------------ | ------------ | --------- | ---------------- | ------------ |
| Anatolij Ałbuł     | 2            | Łopatki   | César Ferreras   | 6            |
| İsmet Atlı         | 3            | Na punkty | Eugen Holzherr   | 8            |
| György Gurics      | 5            | Łopatki   | Sajan Singh      | 5            |
| Viking Palm        | 2            | Na punkty | Antonio Marcucci | 6            |
| Gholam Reza Tachti | 0            | Łopatki   | Shun’ichi Kawano | 5            |
| Dan Brand          | 4            | Łopatki   | Manie van Zyl    | 5            |

### Czwarta runda[5]
| Zwycięzca          | Punkty karne | Wynik     | Przegrany        | Punkty karne |
| ------------------ | ------------ | --------- | ---------------- | ------------ |
| İsmet Atlı         | 4            | Na punkty | Anatolij Ałbuł   | 5            |
| Gholam Reza Tachti | 0            | Łopatki   | György Gurics    | 9            |
| Viking Palm        | 3            | Na punkty | Sajan Singh      | 8            |
| Manie van Zyl      | 5            | Łopatki   | Shun’ichi Kawano | 9            |
| Dan Brand          | 4            | Bez walki |                  |              |

### Piąta runda[6]
| Zwycięzca          | Punkty karne | Wynik     | Przegrany     | Punkty karne |
| ------------------ | ------------ | --------- | ------------- | ------------ |
| Anatolij Ałbuł     | 6            | Na punkty | Dan Brand     | 7            |
| İsmet Atlı         | 5            | Na punkty | Viking Palm   | 6            |
| Gholam Reza Tachti | 0            | Łopatki   | Manie van Zyl | 9            |

### Szósta runda[7]
| Zwycięzca      | Wynik     | Przegrany          |
| -------------- | --------- | ------------------ |
| İsmet Atlı     | Na punkty | Gholam Reza Tachti |
| Anatolij Ałbuł | Remis     | Viking Palm        |